# Ettore Celi
Ettore Celi (Massa, 22 ottobre 1822 – Napoli, 22 gennaio 1880) è stato un botanico e agronomo italiano.

## Biografia
Figlio di un farmacista, si laureò all'Università di Pisa e lavorò fin da subito nella farmacia paterna. L'incontro con il naturalista Gaetano Savi e con suo figlio Pietro Savi lo indusse a dedicarsi allo studio della botanica. Nel 1853 divenne assistente alla cattedra di Botanica dell'Università di Modena. Nel 1856 fu nominato titolare di cattedra e nello stesso anno uscì un suo libro di botanica che ebbe molto successo, tanto che nel 1871 ne uscì una nuova edizione.
Appena divenne titolare della cattedra, Celi iniziò ad allargare i suoi insegnamenti ben oltre gli ambiti della botanica, spaziando tra agraria, economia rurale e zootecnia; a partire da questo momento la sua fama di agronomo crebbe a tal punto da ricevere numerosi incarichi legati alla pratica agraria: direttore dell'Opera Pia Bianchi, direttore della Stazione agraria di Pavia, segretario del Consorzio agrario (in questo ruolo si dedicò alla formazione dei maestri delle scuole rurali). In questi anni scrisse un libro di grande successo commerciale nel quale coniugava semplicità di esposizione e rigore scientifico, L'abbicì dell'agricoltore.
Nel 1873, Gaspare Finali, Ministro dell'agricoltura, dell'industria e del commercio, lo chiamò a dirigere la Scuola superiore d'Agricoltura di Portici al posto di Alfonso Cossa, dove rimase fino alla morte. Lavorò alla organizzazione della Scuola, istituendo tra l'altro il Gabinetto d'Agricoltura che dotò di pregevoli collezioni.
Fu nominato Commendatore della Corona d'Italia, Ispettore generale di Agricoltura, membro del Consiglio Superiore dell'insegnamento tecnico. Fu socio di importanti accademie, italiane e straniere, tra cui l'Accademia di Scienze e di lettere di Modena, l'Accademia di agricoltura di Torino, l'Istituto d'Incoraggiamento alle scienze naturali di Napoli.
Un anno dopo la sua morte la Scuola superiore d'Agricoltura di Portici attraverso un comitato presieduto da Orazio Comes fece scolpire dall'artista Achille d'Orsi un busto in bronzo inaugurato nel 1881.

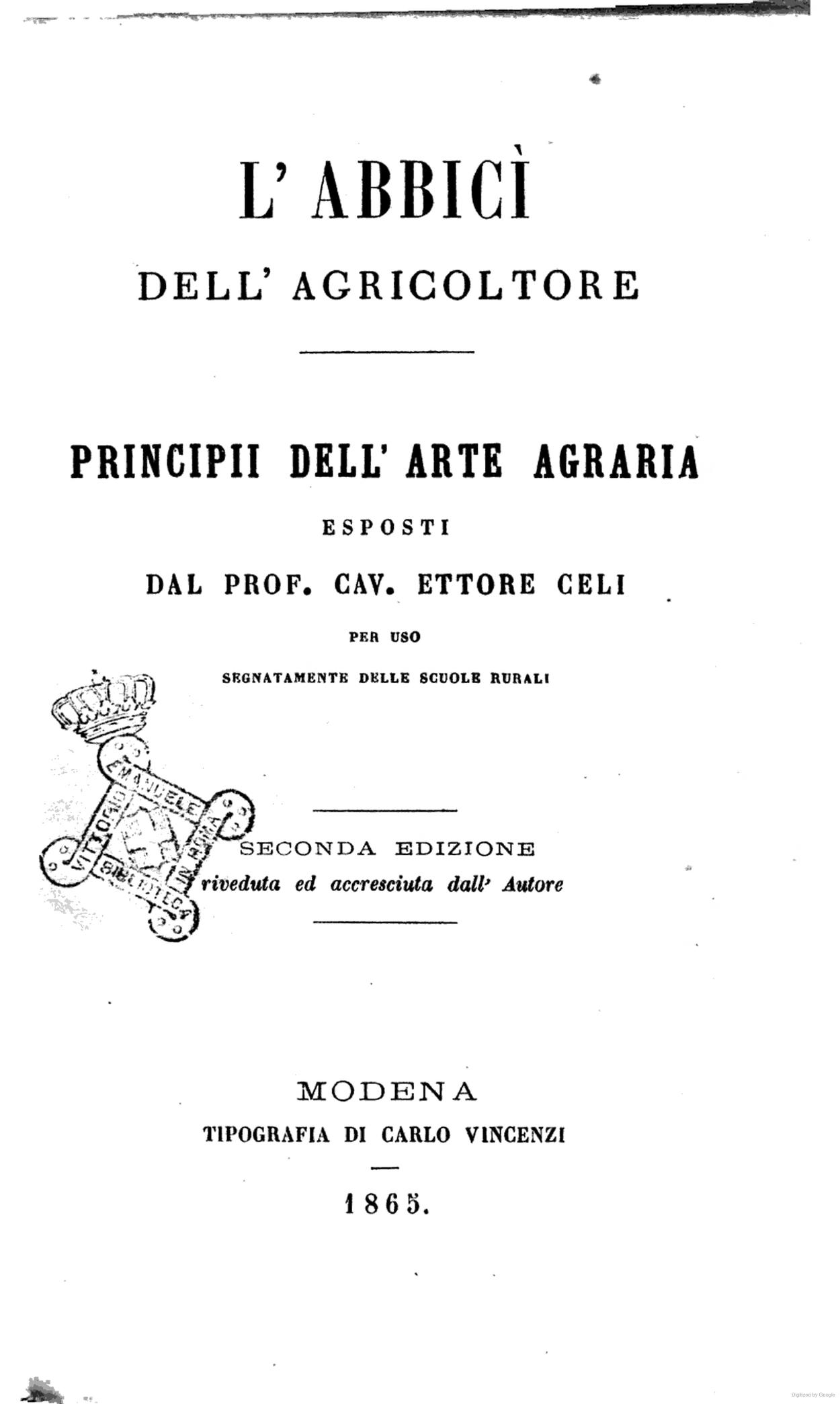
L'Abbicì dell'agricoltore, frontespizio della seconda edizione, 1865

## Opere
- Lezioni elementari di organografia fisiologia e metodologia vegetabile ai giovani che imprendono lo studio della medicina e della farmacia, Modena, Tipografia Alfonso Pelloni, 1853, SBN MOD1645608.
- Lezioni elementari di botanica date dal prof Ettore Celi nella R. Università di Modena ai giovani che imprendono lo studio della medicina e della farmacia, Reggio Emilia, Calderini, 1856, SBN UFE0950412.
- L'abbicì dell'agricoltore : primi elementi di agricoltura insegnati nell'istituto Bianchi, Modena, Tipogr. di C. Vincenzi, 1863, SBN TO00708859.
- Sull'ordinamento dell'insegnamento agrario in Italia, Modena, Comizio Agrario, 1868, SBN LO11127879.
- Lezioni elementari di botanica date dal prof. Ettore Celi, 2ª ed., Modena, Tipografia di C. Vincenzi, 1871a.
- Le radici da foraggio e la loro coltivazione, Firenze, Civelli, 1871b, SBN TO01180596.
- La stazione agraria di Modena, Modena, Tipogr. di C. Vincenzi, 1872, SBN RMR0024403.
- Manuale del coltivatore di piante a radici da foraggio, Modena, G.T. Vincenzi e nipoti, 1878, SBN UBO3531497.
- Primi esperimenti intorno all'azione della elettricità sulla pianta vivente, Napoli, Tip. G. Nobile, 1879, SBN SBL0063689.
- Sopra un fatto di miglioramento del bestiame ovino nelle regioni meridionali, Napoli, Tip. G. Nobile, 1879, SBN SBL0063690.